# Rhipsalis pachyptera
Rhipsalis pachyptera és una espècie de planta que pertany al gènere Rhipsalis de la família de les cactàcies.

## Descripció
Rhipsalis pachyptera creix de forma epífita o litòfita amb tiges semiverticals fins a una mica penjants, molt ramificades i poder arribar a fer fins a 1 metre de llarg. Les tiges són gruixudes de color verd fosc i posteriorment vermellós són àmpliament el·líptiques a circulars i presenten nervis que sobresurten. La vora està entallat i eviscerat. Les arèoles estan poc cobertes de llana.
Les flors són groguenques a blanques apareixen en grups de fins a tres flors del costat de les tiges. Tenen una llargada de 15 mil·límetres i tenen un diàmetre de 20 a 25 mil·límetres. Els fruits són vermells i són esfèrics a esfèrics deprimits.

## Distribució
Rhipsalis pachyptera és comú a les terres baixes dels estats brasilers de Rio de Janeiro, São Paulo, Paraná, Santa Catarina i Rio Grande do Sul.

## Taxonomia
Rhipsalis pachyptera va ser descrita per Ludwig Georg Karl Pfeiffer i publicat a Enumeratio Diagnostica Cactearum 132. 1837.
Etimologia
Rhipsalis : epítet grec que significa "cistelleria"
pachyptera: epítet compost format per dues paraules pachy- que prové del llatí i vol dir "espès, atapeït" i -ptera que prové del grec i vol dir "ploma, ala", per tant és per la forma espessa o atapeïda de les seves fulles en forma de ploma o d'ala.
Sinonímia
- Rhipsalis agudoensis N.P.Taylor.